# Thinkin Bout You
A Thinkin Bout You Frank Ocean amerikai énekes dala, amely az első kislemezként jelent meg Channel Orange (2012) albumáról. A dalt Ocean szerezte. Eredetileg szerepelt volna Bridget Kelly debütáló albumán, Ocean ingyenesen kiadta 2011-ben Tumblr oldalán. 2012 májusában a dalt hivatalosan is elküldték rádióknak és megjelent iTuneson Ocean kislemezeként. Kelly később feldolgozta a dalt Thinking Bout Forever címen.
Dalszöveget tekintve egy sikertelen kapcsolatról, szívfájdalomról és megbánásról szól. A dalt méltatták a zenekritikusok, akik kiemelték az atmoszférikus produceri munkát, Ocean falzettját és dalszerzését. Sok kritikus kiemelte a biszexuális tematikát is.
2012 szeptemberében a dal 32. helyig jutott a Billboard Hot 100-on, 94. helyig a Brit kislemezlistán és 13. helyre a Heatseekers Songs slágerlistán. Ocean előadta a dalt Észak-amerikai és európai turnéja alatt, illetve a 2012-es Coachella Fesztiválon. A Thinkin Bout You platina minősítést kapott az Amerikai Hanglemezgyártók Szövetségétől (RIAA). A dalt jelölték a 2013-as Grammy-gálán az Év felvétele díjra.

## Háttér
2011 elején Bridget Kelly és produceri csapata megkereste Oceant, hogy írjon egy dalt debütáló albumára. A dal végül a Thinking About You lett, amiről Kelly a következőt mondta: „egy ilyen törékeny dal és azt akartam, hogy mindenki érezzen rajta engem.” 2011. július 28-án Ocean kiszivárogtatta a dal demó verzióját Tumblr profilján Thinking Bout You címen. A dalt később hirtelen eltávolította az énekes. Kelly, aki már előadta a dal akusztikus verzióját, átnevezte a dalt Thinking About Foreverre, Ocean verziójának megjelenése után. Kelly feldolgozása végül Every Girl (2011) című középlemezén jelent meg. Kellynek végül nem volt problémája Ocean döntésével, de azzal igen, hogy sokan azt hitték, hogy Ocean dala az eredeti, az övé pedig egy feldolgozás.
Hagyni fogjuk, hogy a dal a saját életét élje. Szerintem csodálatos, jól megírt dal. Frank Ocean hihetetlenül tehetséges, soha nem fogok mást mondani. De ugyanakkor tudod, azt fogja csinálni, amit akar– Ő is egy művész.
Ocean később azt nyilatkozta, hogy a dal nagyon személyes volt neki és ezért adta ki. 2012. március 8-án a dal egy újramasterelt verziója megjelent az iHeartRadión. 2012 júniusában jelentették be, hogy szerepelni fog Ocean Channel Orange című albumán, amely 2012. július 17-én jelent meg. A rádiók csak 2013 elején kapták meg a kislemezt.

## Kompozíció
A Thinkin Bout You egy R&B-dal, atmoszférikus alappal. A dal ballada jellegű, amelyen megjelenik Ocean minimalista stílusa, megerősítve szintetizátorokkal és selymes produceri munkával. Ocean a dal bizonyos részein falzettban énekel. Jenna Hally Rubenstein (MTV) szerint Ocean éneklése a dalon hasonlít Robin Thicke, Justin Timberlake és Maxwell hangjára. A Channel Orange-en szereplő verzión voltak további vonós hangszerek, amik nem voltak megtalálhatóak az eredetin.
Dalszöveget tekintve „melankolikus, kínzó fájdalmat ír le, amely abból származik, hogy folyton valakire gondol az ember, még akkor is, ha ez nem viszonzott”. A dal, amelyet eredetileg egy nőnek írtak, uniszex kompozíciónak is tekinthető. Miután Ocean bejelentette, hogy vonzódott a saját neméhez is, több kritikus is megjegyezte, hogy olyan sorok, mint a „my eyes don’t shed tears, but boy they pour when I’m thinkin bout you” (angolul: szemeim nem könnyeznek, de fiú, ömlenek, mikor rád gondolok) akár más üzenetet is rejthetnek. A dalt hívták már a tiltott szerelem számának, Ocean saját, rejtett szexualitásával kapcsolatosan. Ocean visszagondol „első alkalmára” egy volt szeretővel, aki az egész dalban „fiú”-ként van feltüntetve. A dal egy bocsánatkérés ezen személy felé. Olyan sorok mint az „a tornado flew around my room before you came” (angolul: egy tornádó söpört át a szobámon, mielőtt jöttél) és az „excuse the mess it made, it usually doesn’t rain in Southern California” (angolul: bocsásd meg a felfordulást, amit okozott, általában nem esik Dél-Kaliforniában) egyértelműen utalnak arra, hogy Ocean bánja a szituációt, amelynek irányítása kikerült a kezéből.
Jordan Sargent (Pitchfork Media) azt írta Ocean dalszerzéséről, hogy „dalszerzésének erőssége az, hogy az ismeretlent mérhetetlenül személyessé tudja tenni, mintha egy barát lennél, aki ismerte a kapcsolat minden egyes részletét.” Majd így folytatta: „Falzettjának köszönhetően nemi szerepeket vált.”

## Díjak és jelölések
| Év   | Díjátadó               | Kategória       | Eredmény |
| ---- | ---------------------- | --------------- | -------- |
| 2012 | Billboard Music Awards | Legjobb R&B-dal | Jelölve  |
| 2013 | Grammy-díj             | Az év felvétele | Jelölve  |

## Slágerlisták
| Slágerlista (2012–13)                        | Legmagasabb pozíció |
| -------------------------------------------- | ------------------- |
| Dánia (Tracklisten)                          | 33                  |
| Japán (Billboard Japan Hot 100)              | 87                  |
| Új-Zéland (RIANZ)                            | 30                  |
| Dél-Korea (Gaon Chart)                       | 88                  |
| Brit kislemezlista (Official Charts Company) | 94                  |
| Brit R&B-lista (Official Charts Company)     | 16                  |
| US Billboard Hot 100                         | 32                  |
| US Hot R&B/Hip-Hop Songs (Billboard)         | 7                   |

| Év   | Slágerlista                          | Pozíció |
| ---- | ------------------------------------ | ------- |
| 2012 | US Hot R&B/Hip-Hop Songs (Billboard) | 46      |
| 2013 | US Hot R&B/Hip-Hop Songs (Billboard) | 37      |

## Minősítések
| Régió                    | Minősítés | Példányszám |
| ------------------------ | --------- | ----------- |
| Egyesült Királyság (BPI) | Platina   | 600,000     |
| Egyesült Államok (RIAA)  | Platina   | 1,000,000   |